# Paul Fitzgibbon
Paul Joseph Fitzgibbon (* 21. März 1903 in Sioux Falls, South Dakota; † 12. März 1975 in Long Beach, Kalifornien) Spitzname: Red-Haired Flash war ein US-amerikanischer American-Football-Spieler. Er spielte in der National Football League (NFL) unter anderem bei den Green Bay Packers.

## Spielerlaufbahn
Paul Fitzgibbon studierte an der Creighton University. Zusammen mit dem späteren Footballprofi der Chicago Cardinals Ike Mahoney spielte er für deren College-Football-Mannschaft. Nach seinem Studienabschluss im Jahr 1925 schloss er sich 1926 den Duluth Eskimos einem Team aus der NFL an um im darauffolgenden Jahr zu den Frankford Yellow Jackets zu wechseln. 1928 spielte er zusammen mit Mahoney für die Chicago Cardinals. Ab 1930 lief er für drei Jahre für die von Curly Lambeau trainierten Green Bay Packers auf. Für das Team aus Green Bay spielten mit Cal Hubbard, John McNally und Arnie Herber drei spätere Mitglieder in der Pro Football Hall of Fame. Die Mannschaft gewann 1930 mit zehn Siegen aus 14 Spielen die NFL-Meisterschaft. Im folgenden Jahr konnte der Titel verteidigt werden. Nach der Saison 1932 beendete Fitzgibbon seine Laufbahn.

## Nach der Spielerlaufbahn
Paul Fitzgibbon war nach seiner Karriere als Neurologe tätig und arbeitete unter anderem am Harbor-UCLA Medical Center in Torrance, Kalifornien. Er lebte in Long Beach.